# Canal+ Liga de Campeones
Canal+ Liga de Campeones fue un canal de televisión español de pago, propiedad de Telefónica, dedicado exclusivamente al fútbol y en especial a la Liga de Campeones. Contaba con hasta otras siete señales (2–8),  que daban cobertura de todos los partidos disputados simultáneamente en la competición.

## Historia
El 16 de agosto de 2012, Canal+ inicia las emisiones de este canal, destinado a cubrir los partidos de la Liga de Campeones de la temporada 2012/13, tras la adquisición por parte de Prisa TV de los derechos televisivos de pago de esta competición para España, por el periodo 2012–2015.
El primer partido en directo que emitió, fue el 22 de agosto de 2012, con el Málaga CF – Panathinaikos correspondiente a la cuarta ronda previa de la competición. La Final de Liga de Campeones 2014/15 que enfrentó a la Juventus FC con el FC Barcelona el 6 de junio de 2015, fue el último partido en directo que emitió. Posteriormente, el 29 de junio de 2015, el canal cesó sus emisiones.

## Disponibilidad
El canal se encontraba disponible únicamente en Canal+, tanto por televisión por satélite como a través de su plataforma OTT Yomvi y en Movistar TV.